# 枚方市立船橋小学校
枚方市立船橋小学校（ひらかたしりつ ふなはししょうがっこう）は、大阪府枚方市東山にある公立小学校。
枚方市で45番目の公立小学校として、1979年に枚方市立樟葉南小学校より分離開校した。校地は森池を埋め立てて造成された。

## 沿革
- 1979年4月1日 - 枚方市立樟葉南小学校に仮校舎を設置。
- 1979年10月23日 - 現在地に新校舎完成し、移転。
- 1980年2月9日 - 開校記念式典を実施。この日を創立記念日とする。
- 1980年4月1日 - 校区変更。高野道1丁目を招提小学校校区より編入。
- 1993年　保健室に空調設備設置、養護学級全面改修
- 1996年 - 校区変更。招提北町1丁目-3丁目を校区に編入。
- 2005年 - 大阪府みどりの基金みどりづくり推進事業、枚方市緑の学校づくり事業により、校庭の芝生化を実施。

## 通学区域
- 枚方市 高野道1丁目・2丁目、招提北町1丁目-3丁目、招提田近1丁目-3丁目、東船橋1丁目・2丁目、東山1丁目・2丁目。

卒業生は基本的に枚方市立招提北中学校へ進学する。

## 交通
- 京阪バス 東船橋バス停、東山バス停。
- 京阪本線 樟葉駅 南東へ約2.4km。